# 阿拉伯海巨牙天竺鯛
阿拉伯海巨牙天竺鯛（學名：Cheilodipterus arabicus），又稱阿拉伯海巨齒天竺鯛，為輻鰭魚綱鈎頭魚目天竺鯛科巨牙天竺鯛屬下的一個種，分布於西印度洋紅海、坦尚尼亞、莫三比克、塞席爾群島與印度海域，深度3至25公尺，本魚體延長，呈長橢圓形，頭大、眼大、口大且斜裂，具犬齒，鋤骨和腭骨通常具齒，前鰓蓋骨邊緣具鋸齒，體被櫛鱗，體淺棕色，有13-16條深棕色條紋，尾柄上有一個被黃色區域包圍的小黑點，斑點有時會擴大，在尾柄周圍形成深棕色條紋。深色尾部斑點（或條紋）和身體條紋後端之間有明顯的白色橫條。第一背鰭暗色至深褐色。其他鰭呈暗色，體長可達18公分，棲息在珊瑚礁區，小群活動，肉食性，以小魚和無脊椎動物為食，繁殖期時，雄魚具有口孵習性，卵約7日化成仔魚，由雄魚吐出，具短暫的仔魚飄浮期，生活習性不明。